# Danuta Hübner
Danuta Maria Hübner (Nisko, Polònia 1948) és una economista, política i professora universitària polonesa que ocupà el càrrec de Comissària Europea de Política Regional en la Comissió Barroso, actualment és diputada al Parlament Europeu.

## Biografia
Va néixer el 8 d'abril de 1948 a la ciutat de Nisko, població situada al voivodat de la Subcarpàcia. Va estudiar economia a la Universitat de Varsòvia, ampliant els seus estudis posteriorment a la Universitat Autònoma de Madrid i la Universitat de Sussex, on realitzà el seu doctorat l'any 1974. Des de l'any 1992 és professora l'Escola d'Economia de Varsòvia.

## Activitat política
Sense estar afiliada a cap partit polític el 1994 fou nomenada consellera del Primer Ministre de Polònia Waldemar Pawlak, així com del Ministre de Finances. El 1995 fou nomenada sotsecretària del Ministeri d'Indústria i Comerç, càrrec que va desenvolupar fins al 1996. Així mateix en aquest període fou la líder de la delegació polonesa que va permetre l'entrada d'aquest país en l'Organització per a la Cooperació i el Desenvolupament Econòmic (OCDE).
Entre 1996 i 1997 fou la cap de les negociacions bilaterals entre Polònia i la Unió Europea (UE), que van permetre l'entrada d'aquest país en aquest organisme el maig del 2004. El 1998 fou nomenada consellera econòmica del President de Polònia Aleksander Kwaśniewski, esdevenint el 2001 Ministra d'Afers Exteriors i el 2003 Ministra d'Afers Europeus, càrrec que ocupà fins a l'entrada de Polònia a la UE.
Amb l'entrada de Polònia com a membre de ple dret a la Unió Europea fou nomenada l'1 de maig de 2004 Comissària Europea de Comerç en la Comissió Prodi, càrrec que compartí amb Pascal Lamy. En la formació de la Comissió Barroso fou nomenada Comissària Europea de Política Regional.
Deixà el càrrec el 4 de juliol de 2009 per convertir-se en membre del Parlament Europeu com a cap de llista de Plataforma Cívica, mantenint l'escó fins al 2024.